# Stefan Heythausen
Stefan Heythausen (Breyell, 27 mei 1981) is een voormalig Duits langebaanschaatser.

## Biografie
Stefan Heythausen maakte zijn internationale schaatsdebuut bij een wereldbekerwedstrijd in november 2001. In januari 2003 debuteerde hij, tijdens het EK Allround in Heerenveen, bij een internationaal kampioenschap.
Heythausen's beste prestatie is een 11e plaats bij het EK Allround van 2005 en een 7e plaats met het Duitse team tijdens de Olympische Winterspelen van 2006 op de achtervolging. In 2008 behaalde Duitsland met dat onderdeel een bronzen medaille, voor podiumfavoriet Canada.

## Persoonlijke records
| Afstand      | Tijd     | Datum            | Baan           |
| ------------ | -------- | ---------------- | -------------- |
| 500 meter    | 36,44    | 9 februari 2007  | Heerenveen     |
| 1000 meter   | 1.09,38  | 10 november 2007 | Salt Lake City |
| 1500 meter   | 1.45,82  | 9 november 2007  | Salt Lake City |
| 3000 meter   | 3.48,29  | 13 augustus 2005 | Calgary        |
| 5000 meter   | 6.31,53  | 13 november 2005 | Calgary        |
| 10.000 meter | 13.45,53 | 9 januari 2005   | Heerenveen     |

## Resultaten
| Jaar | EK Allround | Olympische Spelen          | WK Allround | WK Junioren | WK Afstanden  |
| ---- | ----------- | -------------------------- | ----------- | ----------- | ------------- |
| 2000 |             |                            |             | 12e         |               |
| 2003 | NS4         |                            | -           |             |               |
| 2004 | -           |                            | -           |             |               |
| 2005 | 11e         |                            | NC14        |             |               |
| 2006 | -           | 26e 1500m 7e achtervolging | -           |             |               |
| 2007 | NC14        |                            | NC17        |             |               |
| 2008 |             |                            |             |             | achtervolging |

- = geen deelname
NC# = niet gekwalificeerd voor de laatste afstand, maar wel als # geklasseerd in de eindrangschikking
NS# = niet gestart op afstand #

### Medaillespiegel
| Kampioenschap | Goud | Zilver | Brons |
| ------------- | ---- | ------ | ----- |
| WK Afstanden  | 0    | 0      | 1     |